# Öppen står Guds milda fadersfamn
Öppen står Guds milda fadersfamn är en sång med text av Jørgen Peter Santon och musik av H. T. Ruud.

## Publicerad i
- Frälsningsarméns sångbok 1929 som nr 32 under rubriken " Frälsningssånger - Frälsningen i Kristus".
- Musik till Frälsningsarméns sångbok 1930 som nr 32.
- Frälsningsarméns sångbok 1968 som nr 120 under rubriken "Frälsning".
- Frälsningsarméns sångbok 1990 som nr 381 under rubriken "Frälsning".